# Liolaemus hugoi
Liolaemus hugoi — вид ігуаноподібних ящірок родини Liolaemidae. Ендемік Аргентини. Описаний у 2021 році.

## Поширення й екологія
Liolaemus hugoi відомі з типової місцевості, що лежить за 12 км на північ від міста Хенераль-Рока в провінції Ріо-Негро, на висоті 369 м над рівнем моря.